# Большая Велмукса
Большая Велмукса — река в России, протекает по Пудожскому району Карелии. Устье реки находится в 1 км по левому берегу реки Рагнукса, в 5 км северо-западнее Пудожа. Длина реки составляет 37 км, площадь водосборного бассейна — 141 км².
Исток — Гусиные озёра северо-западнее нежилого населённого пункта Сосновое. Перед устьем пересекает шоссе А119.
Правый приток — Вёлмукса (впадает в 21 км от устья Большой Велмуксы).

## Данные водного реестра
По данным государственного водного реестра России относится к Балтийскому бассейновому округу, водохозяйственный участок реки — Водла, речной подбассейн реки — Свирь (включая реки бассейна Онежского озера). Относится к речному бассейну реки Нева (включая бассейны рек Онежского и Ладожского озера).
Код объекта в государственном водном реестре — 01040100412102000016999.

## Примечания

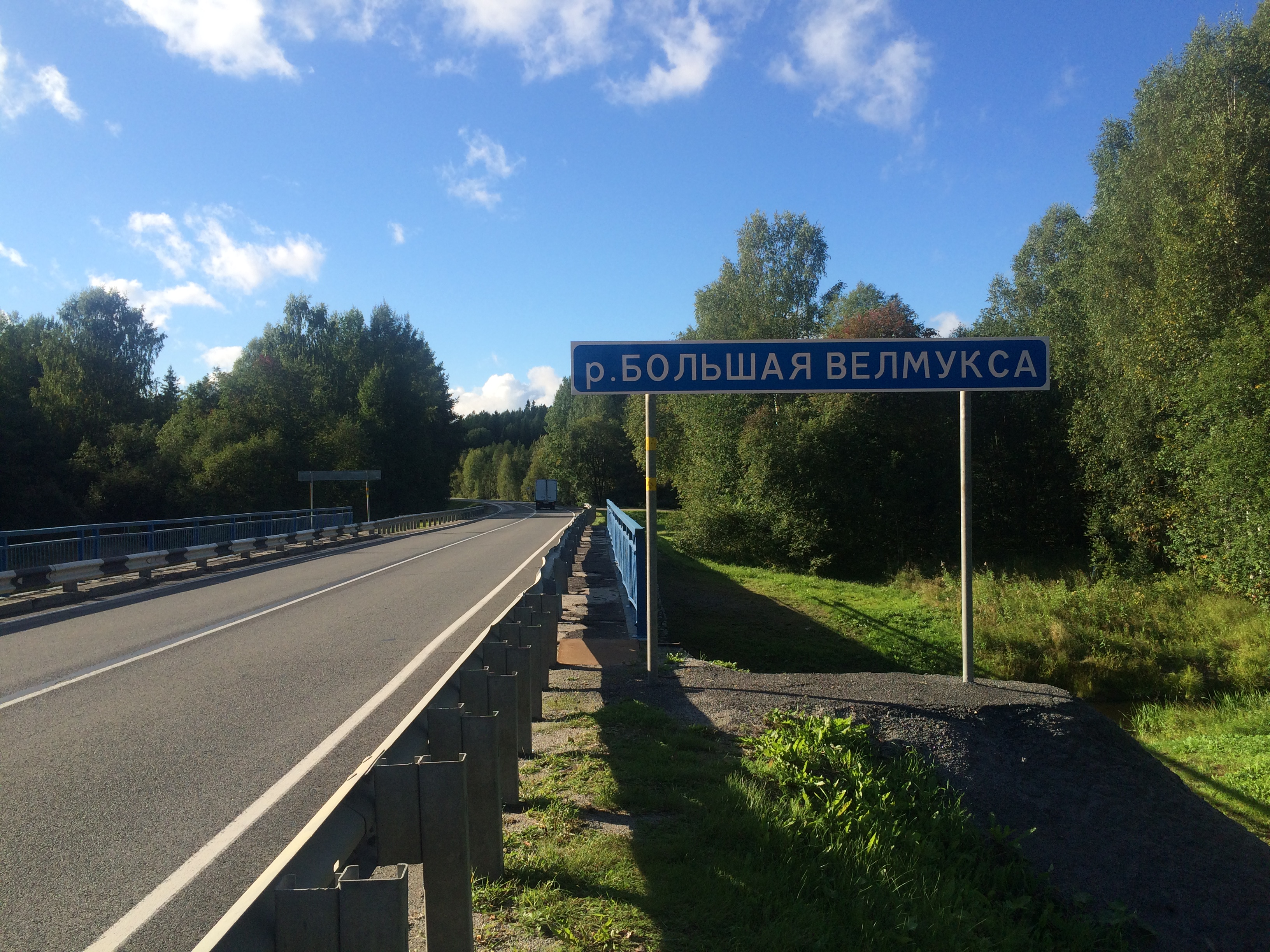
Автомобильный мост и табличка с названием реки